# Buddelundia zebricolor
Buddelundia zebricolor là một loài chân đều trong họ Armadillidae. Loài này được Dalens miêu tả khoa học năm 1992.